# IIe législature de la République italienne
La IIe législature de la République italienne (en italien : La II Legislatura della Repubblica Italiana) est la législature du Parlement de la République italienne qui a été ouverte le 25 juin 1953 et qui s'est fermée le 11 juin 1958.

## Gouvernements
- Gouvernement De Gasperi VIII
  - Du 16 juillet 1953 au 2 août 1953
  - Président du Conseil des ministres d'Italie : Alcide De Gasperi (DC)
  - Composition du gouvernement : DC
- Gouvernement Pella
  - Du 17 août 1953 au 12 janvier 1954
  - Président du Conseil des ministres d'Italie : Giuseppe Pella (DC)
  - Composition du gouvernement : DC, Indépendant
- Gouvernement Fanfani I
  - Du 18 janvier 1954 au 8 février 1954
  - Président du Conseil des ministres d'Italie : Amintore Fanfani (DC)
  - Composition du gouvernement : DC
- Gouvernement Scelba
  - Du 10 février 1954 au 2 juillet 1955
  - Président du Conseil des ministres d'Italie : Mario Scelba (DC)
  - Composition du gouvernement : DC, PSDI, PLI
- Gouvernement Segni I
  - Du 6 juillet 1955 au 15 mai 1957
  - Président du Conseil des ministres d'Italie : Antonio Segni (DC)
  - Composition du gouvernement : DC, PSDI, PLI
- Gouvernement Zoli
  - Du 19 mai 1957 au 1er juillet 1958
  - Président du Conseil des ministres d'Italie : Adone Zoli (DC)
  - Composition du gouvernement : DC

## Chambre des députés

| Groupe parlementaire | Nombre de sièges |
| -------------------- | ---------------- |
| DC                   | 263/590          |
| PCI                  | 143/590          |
| PSI                  | 75/590           |
| PNM                  | 40/590           |
| MSI                  | 29/590           |
| PSDI                 | 19/590           |
| PLI                  | 13/590           |
| PRI                  | 5/590            |
| SVP                  | 3/590            |

## Sénat

| Groupe parlementaire | Nombre de sièges |
| -------------------- | ---------------- |
| DC                   | 116/237          |
| PCI                  | 51/237           |
| PSI                  | 25/237           |
| PNM                  | 16/237           |
| MSI                  | 9/237            |
| PSDI                 | 4/237            |
| PLI                  | 3/237            |
| PRI                  | Aucun            |